# Luther Rescova
Sérgio Luther Rescova Joaquim, também conhecido como Luther Rescova (Damba, Uíge, 16 de maio de 1980 - Luanda, 9 de outubro de 2020) foi um deputado e político angolano.

## Biografia
Nasceu no município da Damba, província do Uíge. Mestre em Ciências Jurídico-Políticas
e fez licenciatura em Direito na Universidade Católica de Angola. Foi deputado da Assembleia Nacional de Angola, inserido na Comissão de Assuntos Constitucionais e Jurídicos e membro do Conselho da República.
Mais tarde,também exerceu no cargo de secretário nacional da Juventude do Movimento Popular de Libertação de Angola (JMPLA), a ala jovem do partido Movimento Popular de Libertação de Angola (MPLA), no qual era membro do Bureau Político do Comité Central.

## Morte
No dia 9 de outubro de 2020, Luther morreu na Clínica Girassol vítima de doença, por três dias depois de estar infectado com a COVID-19.